# Бадж Вілсон
Бадж Вілсон (англ. Budge Wilson, при народженні Бадж Марджорі Арчибальд, англ. Budge Marjorie Archibald; 2 травня 1927, Галіфакс, Нова Шотландія — 19 березня 2021, там само) — канадська письменниця. 

## Життєпис
Народилася 2 травня 1927 року у місті Галіфакс, провінція Нова Шотландія, в родині судді Мейнарда Брауна Арчибальда та Гелен Макгрегор Арчибальд. Вивчала філософію та психологію в університеті Далгаузі, який закінчила 1949 року зі ступенем бакалавра мистецтв. У 1950—1953 роках навчалася в Торонтському університеті. 1953 року вступила у шлюб з істориком Аланом Вілсоном, народила дітей Глініс та Андреа. Працювала викладачкою англійської мови та інструкторкою з фітнесу.
Письменницьку кар'єру розпочала за 50. Її перша книга «Найкращий та найгірший різдвяний подарунок у світі» вийшла 1984 року. За нею вийшло ще понад 30 книг, більшість з яких є романами для дітей та підлітків. Твори письменниці перекладені 10-ма мовами та видані у 13 країнах. 2008 року вийшов роман «Що було до Зелених Дахів», — опублікований з дозволу спадкоємців Люсі Мод Монтгомері приквел до роману «Енн із Зелених Дахів», — з нагоди сторіччя видання першої книги з серії про Енн Ширлі. 2009 року твір було екранізовано у вигляді аніме-серіалу «Привіт, Енн! Що було до Зелених Дахів» виробництва студії Nippon Animation у рамках циклу «Кінотеатр світових шедеврів». 2016 року вийшла остання книга письменниці «Після Swissair» — збірка поезій, навіяних наслідками катастрофи рейсу 111 Swissair, який 2 вересня 1998 року впав у Атлантичний океан поблизу гирла затоки Св. Маргарити в Новій Шотландії.
За свою творчість письменниця удостоєна багатьох нагород та відзнак, серед яких 23 премії «Наш вибір» Канадського центру дитячої книги, премія Маріанни Демпстед, дві премії Енн Коннор Браймер (1993 р. за «Війни Олівера» та 2007 р. за «Дружба»), премія за найкращу юнацьку книгу від Канадської бібліотечної асоціації, перша премія на літературному конкурсі телерадіомовної мережі Сі-Бі-Сі 1991 року за збірку оповідань «Відхід», того ж року потрапила до списку «75 найкращих дитячих книг за останні 25 років» Американської бібліотечної асоціації, премія Вайолет Дауні (2009 р. за «Що було до Зелених Дахів»), почесна премія Міжнародної ради з дитячої та юнацької книги та інші. 2004 року нагороджена орденом Канади. 2011 року отримала орден Нової Шотландії. У червні 2012 року отримала медаль Діамантового ювілею королеви Єлизавети II. 2010 року отримала почесний ступінь університету Далгаузі, а 2012 року університету Маунт Сент-Вінсент.
Проживши 33 роки у місті Пітерборо, Онтаріо, письменниця з чоловіком повернулася до Нової Шотландії 1989 року і оселилися у Нортвест-Коув в затоці Св. Маргарити. Останніми роками переїхала до будинку для людей похилого віку у Галіфаксі.
Бадж Вілсон померла 19 березня 2021 року в лікарні у Галіфаксі в 93-річному віці.